# Stiftskirche Johannes der Täufer (Soldin)

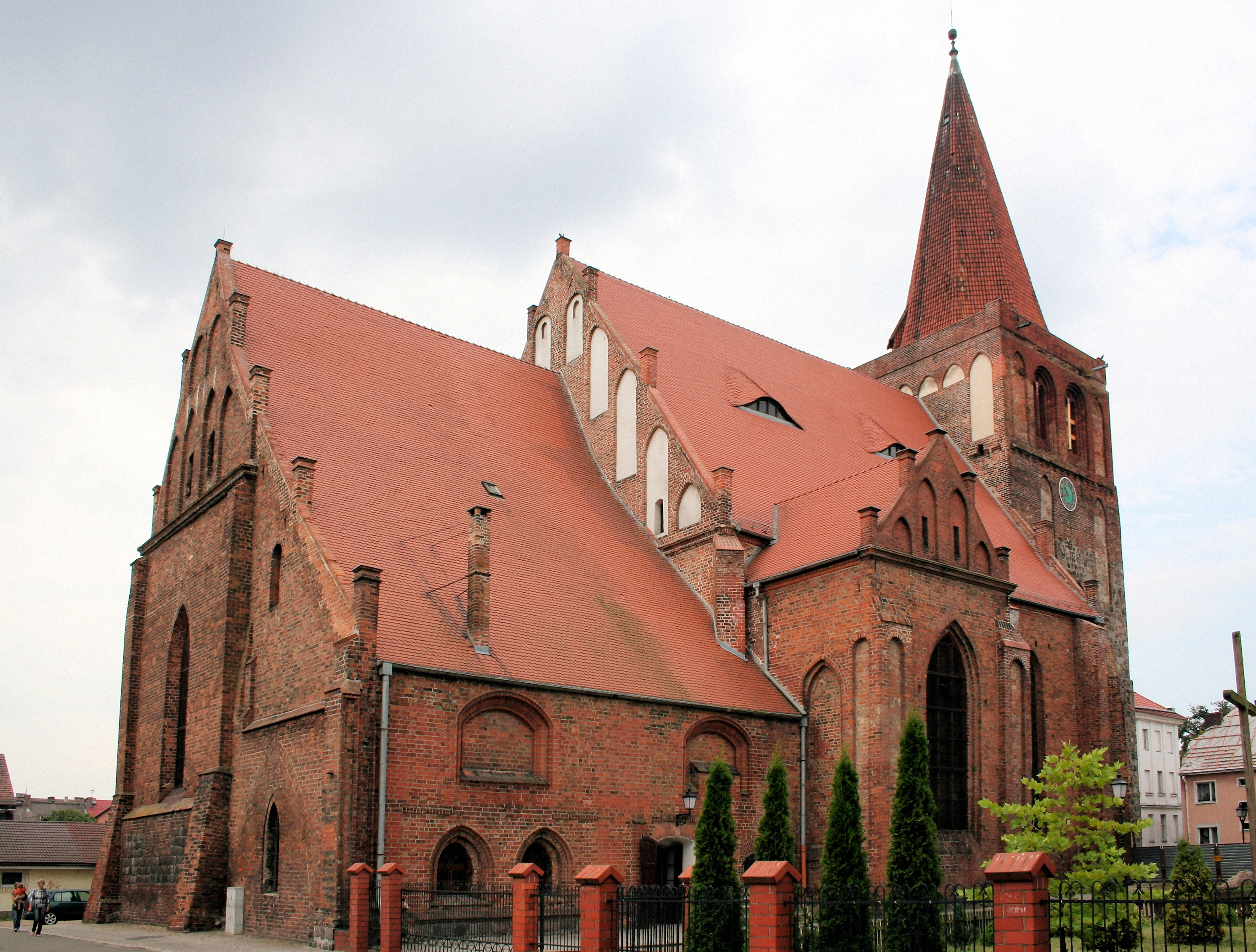
Kirche Johannes der Täufer Myślibórz

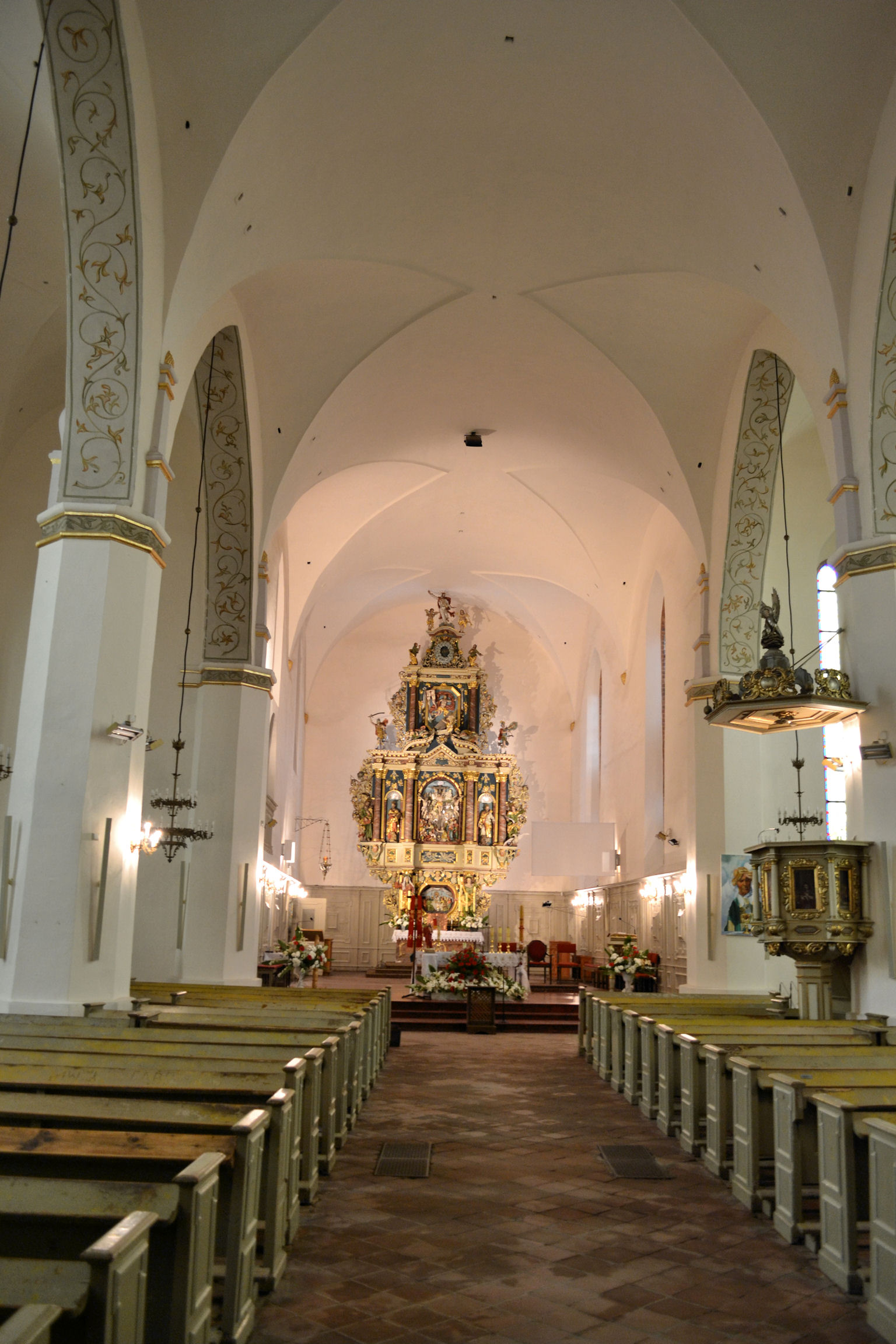
Blick zum Chor

Die römisch-katholische Stiftskirche Johannes der Täufer (polnisch Kolegiata pw. św. Jana Chrzciciela) ist ein Kirchengebäude im ehemals brandenburgischen Soldin heute Myślibórz in der Woiwodschaft Westpommern in Polen.

## Einordnung
Die Kirche gehört zum westfälischen Hallentypus, wie z. B. die Busdorfkirche in Paderborn, der sich auch in Mecklenburg und in Thorn nachweisen lässt.

## Geschichte
Die Backsteinkirche wurde an der Stelle eines Vorgängerbaus aus Granitquadern errichtet. Die Vorgängerkirche stammt aus dem dritten Viertel des 13. Jahrhunderts. Diese Kirche wurde schon bald bei einem Einfall des Herzogs von Großpolen fast vollständig zerstört. Daraufhin begann man mit der Errichtung der heutigen Backsteinkirche, an der 1298 das von Markgraf Albrecht III. gegründete Kollegiatstift Soldin angesiedelt wurde, das die Kontrolle über die Kirchen in der Neumark übernahm. Aus den erhaltenen Schriftquellen lässt sich keine präzise Datierung ableiten. Auch die architektonische Form gibt nur wenige Anhaltspunkte für die Datierung auf stilistischer Grundlage. Der wesentliche Teil des Baus entstand bis um 1370, die Erhöhung des Langhauses erfolgte im 15. Jahrhundert.
Der Bau wurde wahrscheinlich mit dem Chor begonnen, möglicherweise unter Weiterverwendung der Südmauer des Vorgängerbaus. Mit Sicherheit benutzte man das Baumaterial vom Abbruch der alten Kirche. Noch im Mittelalter wurden die Umfassungsmauern, Fenster und Arkaden des Langhauses erhöht, der Turm erhielt ein zusätzliches Geschoss, und an der Ostseite des nördlichen Seitenschiffs errichtete man eine Kapelle, sowie am Chor Anbauten.
Nachdem die Kirche bei einem Stadtbrand 1539 zerstört worden war, wurde das Stift 1546 aufgehoben. Ab 1585 wurde sie wieder aufgebaut und diente seit der Wiedereinweihung 1593 bis 1833 als evangelisch-lutherische Stadtkirche. Sie blieb bis zur Vertreibung der deutschen Bevölkerung 1945 eine evangelische Kirche, die dem Kirchenkreis Soldin in der Kirchenprovinz Mark Brandenburg der Evangelischen Kirche der Altpreußischen Union angehörte.

## Bauwerk
Das Kirchengebäude ist eine dreischiffige und dreijochige Halle mit einem zweijochigen und gerade geschlossenen Chor im Osten sowie einem quadratischen Westturm. Das Mittelschiff ist mehr als doppelt so breit wie die Seitenschiffe und wird von diesen durch massive achteckige Pfeiler getrennt, die die mächtigen spitzbogigen Arkaden tragen. Die Wandpfeiler im Chor und den Seitenschiffen sind im Schnitt halbierte Achtecke. Der Neubau sollte jedoch von Anfang an aus Backstein sein. Gleichzeitig mit dem Chor erfolgte die Errichtung des Turms, bei dem ebenfalls Abbruchmaterial wiederverwendet wurde. Das Kirchenschiff ist ein reiner Backsteinbau. Die Joche des Mittelschiffs sind annähernd quadratisch, in den Seitenschiffen sind sie längsrechteckig.
Das Langhaus ist fast bis zur Höhe der Fensterbögen aus Backsteinen im wendischen Verband gemauert, darüber im gotischen Verband.
Der Turm besteht im unteren Bereich aus Mischmauerwerk. Für die Mauerflächen verwendete man Granitquader, für Fenster, Blenden und Portale Backstein. Das Langhaus trägt ein großes Satteldach, dessen First fast bis zum Turmabschluss reicht. Der Chor wiederholt die Gestalt des Kirchenschiffs in etwas kleinerem Maßstab. Der Außenbau des Langhauses zeigt nur wenige Gliederungselemente, dominierend sind dabei die einfachen Strebepfeiler, zwischen denen schmale Spitzbogenfenster sitzen. Die Turmwände sind durch axial sitzende Blenden und Fenster wesentlich reicher gegliedert. Das oberste Turmgeschoss wurde nachträglich aufgesetzt und unterscheidet sich vom unteren Bereich durch eine reichere Dekoration und die Verwendung von spätgotischen Korbbögen.

## Die Orgel

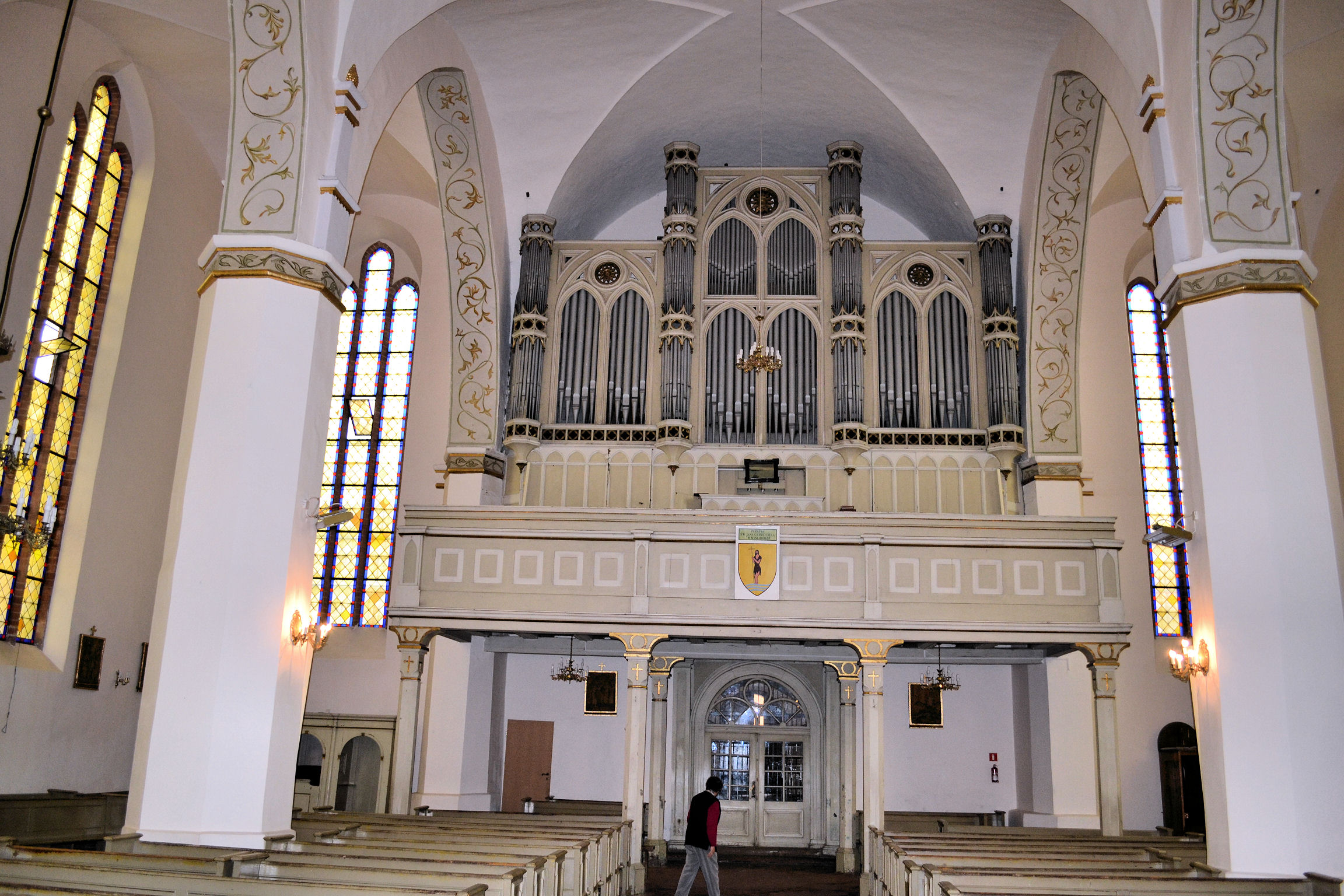
Die Orgel

Die klassizistische Orgel der Kirche stammt vom Orgelbaumeister Carl August Buchholz aus Berlin.
Hauptwerk
- 1. Prinzipal 8′
- 2. Bordun 16′
- 3. Gambe 8′
- 4. Rohrflöte 8′
- 5. Octave 4′
- 6. Spizflöte 4′
- 7. Quinte 23′
- 8. Sup Octave 4′
- 9. Cornett 4 fach
- 10 Mixtur 5 fach
- 11. Zymbel 3 fach
- 12. Trompete 8′

Oberwerk
- 13. Prinzipal 4′
- 14. Salicional 8′
- 15. Gedackt 8′
- 16. Rohrflöte 4′
- 17. Quinte 23′
- 18. Sup Octave 2′
- 19. Progressiv 2 bis 4 fach.

Pedal
- 20. Prinzipal 16
- 21. Subbaß 16′
- 22. Quinte 10 2/3′
- 23. Biolon 8′
- 24. Baßflöte 8′
- 25. Octave 4′
- 26: Posaune 16′
- 27. Trompete 8′.

Coppeln für Manuale und Pedal.